# Centrale thermique de Vitry-sur-Seine
Ne doit pas être confondu avec Centrale thermique de Vitry-Arrighi.
La centrale thermique à charbon de Vitry-sur-Seine est une ancienne centrale EDF de deux fois 250 mégawatts fonctionnant au charbon. Elle est située en bordure de la Seine, à cinq kilomètres en amont de Paris, dans le quartier des Ardoines de la commune de Vitry-sur-Seine, dans le département du Val-de-Marne. Ses deux cheminées qui s’élèvent à une hauteur de 160 mètres en font l’un des bâtiments les plus hauts d'Île-de-France.
Cette centrale fermée depuis 2015 ne doit pas être confondue avec la centrale thermique à fioul de Vitry-Arrighi, située à proximité immédiate, et en activité depuis 1997.

## Historique

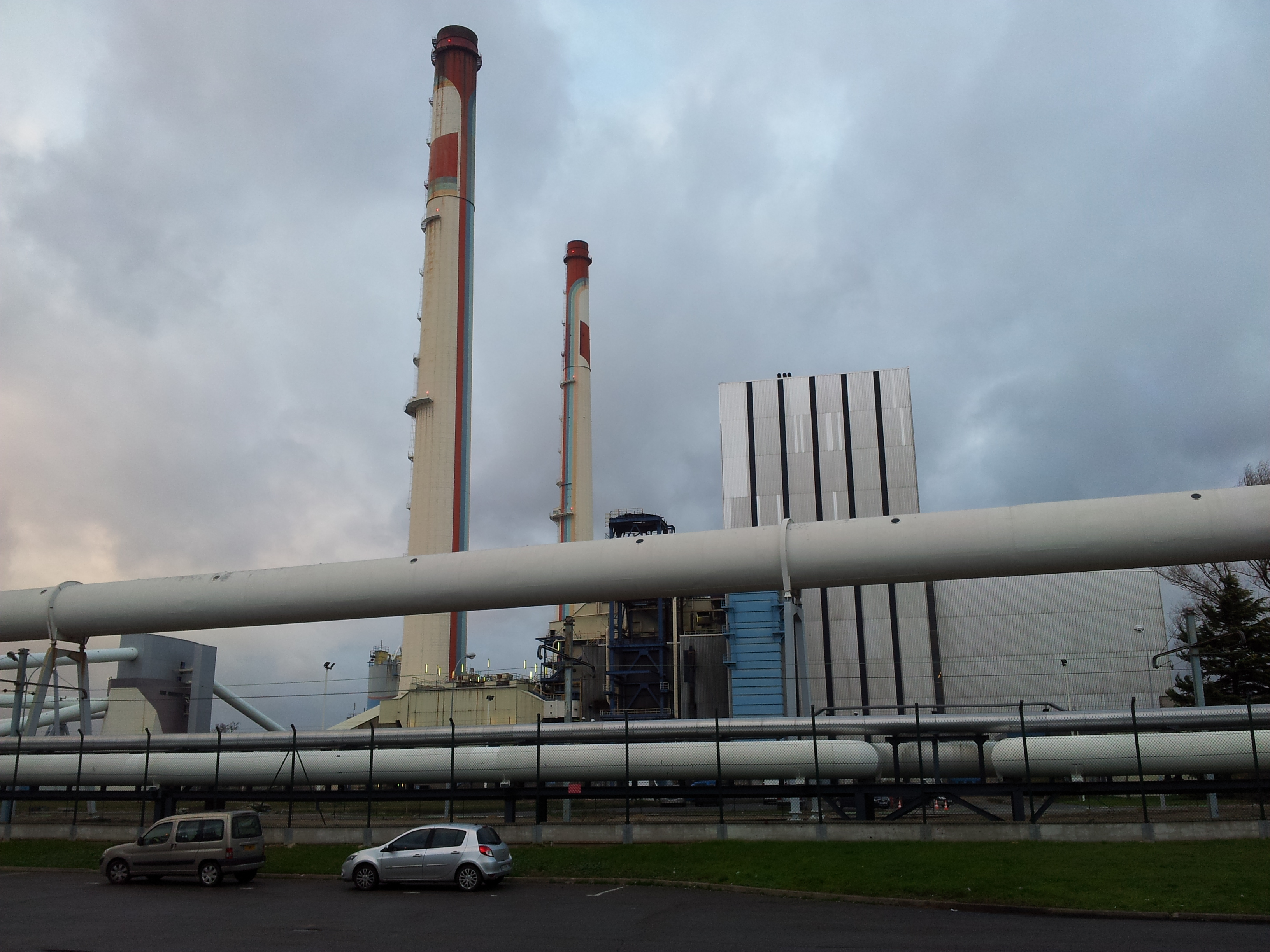
Vue rapprochée de la centrale.

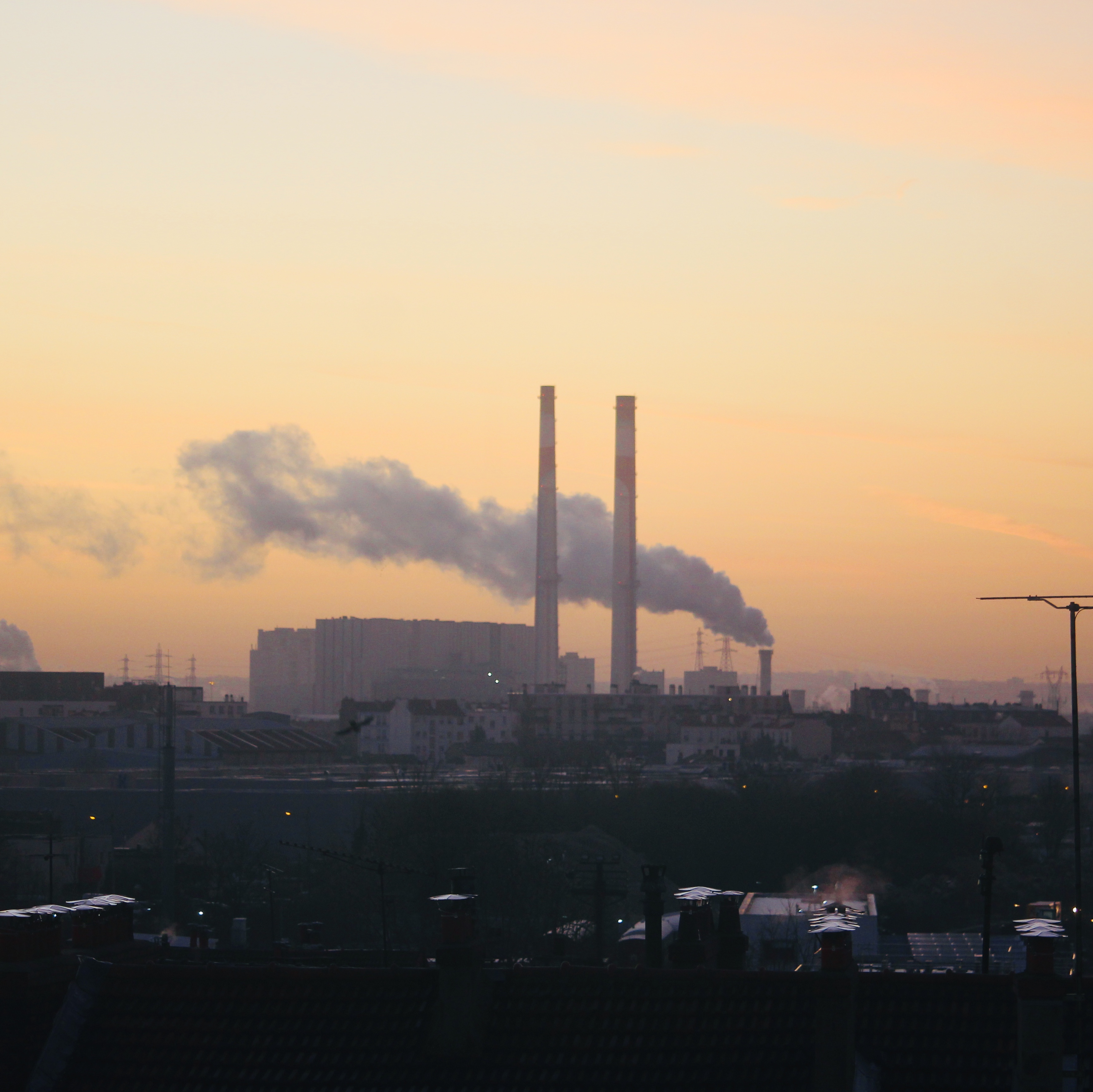
Vue depuis Ivry-sur-Seine.

Une première centrale à charbon mise au point par l'ingénieur Arrighi et pour la construction de laquelle il a été fait appel à l'architecte Georges-Henri Pingusson remonte à 1931. Sa destruction intervient en 1991-1992 (par implosion). Seules les installations de prise d'eau de bord de Seine demeurent intactes. Elle a fait l'objet d'une seconde tranche de construction entre 1950 et 1954. Le paysage a été longtemps marqué par ses six cheminées.
La centrale thermique à charbon actuelle est reconstruite en 1960 et a été mise en service entre 1966 et 1971. Ses deux cheminées rouges et blanches sont l'emblème de la région pour quelques dizaines d'années.
Elle ferme le 24 avril 2015.
À partir de 2018, la centrale entame un processus de dix années de déconstruction.
Par ordonnance du 6 avril 2022, le tribunal administratif de Melun a rejeté la décision de permis de démolir des cheminées de Vitry-sur-Seine. Pour Pierre Bell-Lloch, le maire de Vitry-sur-Seine, ces cheminées constituent « Un élément constitutif de notre ville ».

## Caractéristiques
EDF indique une superficie du site de 27 hectares et la présence de 143 salariés en 2012.
En 2012, la centrale a fourni 147 milliards de kWh d'énergie nette ce qui correspond à 18,7 % de la production des centrales thermiques à flamme d'EDF en France pour cette année.